# Детская музыкальная школа № 1 им. М. П. Фролова
Детская музыкальная школа № 1 имени Маркиана Петровича Фролова — образовательное учреждение в Екатеринбурге.

## История
В конце 1920-х годов М. П. Фролов, переехавший в Свердловск, выступил с инициативой создания опытно-показательной музыкальной школы при Свердловском музыкальном училище, где он вёл класс специального фортепиано и читал курсы музыкально-теоретических дисциплин. Школа была открыта 10 октября 1931 года, став первой музыкальной школой первой ступени в Свердловске. В первые годы существования школы обучение детей проводилось по 4 специальностям: фортепиано, скрипка, виолончель и домра.
В 1931 году школа была реорганизована и получила статус городской детской музыкальной школы № 1. С 1932 по 1961 год школу возглавляла О. Бернацкая.
В 1940-е годы в Свердловске и в городах области на базе школы стали открываться филиалы, ставшие со временем самостоятельными учреждениями культуры и составившие вместе с Детской музыкальной школой № 1 систему художественного образования. В 1943 году в школе открылось вечернее отделение для обучения взрослых и детей старшего возраста.
В годы Великой Отечественной войны на Урал были эвакуированы многие музыканты и преподаватели музыкальных вузов, ставшие преподавателями школы. Среди них были заслуженные деятели искусств П. С. Столярский, Н. И. Голубовская, скрипач и педагог Д. Ф. Ойстрах, а также Б. С. Маранц, О. Ф. Гнесина и С. С. Ляховицкая.
В 1959—1975 годах руководителем школы был Л. П. Рожновский.
В 2010 году школе было присвоено имя основателя Маркиана Петровича Фролова. В 2011 году была открыта первая экспозиция Музея истории детского художественного образования Урала, созданного на базе школы.
В 2016 году школа стала лауреатом Общероссийского конкурса «50 лучших детских школ искусств», учреждённого Министерством культуры РФ. С 2017 года школа реализует Всероссийский проект «Фроловские педагогические чтения. Наша история», направленный на широкое признание социокультурной роли детских школ искусств в обществе и культуре. Проект объединяет 21 регион России, 48 участников из 36 детских школ искусств.
В 2021 году воспитанники школы, эстрадный хор «HAPPY» стал победителем Двадцатых молодёжных Дельфийских игр России в номинации «Эстрадное пение» (коллективы). В 2022 году Тихон Киселёв, воспитанник преподавателя А. А. Приходько, стал обладателем стал лауреатом и получил cеребряную медаль XVI молодёжных Дельфийских игр государств-участников СНГ в Душанбе. 
Среди известных выпускников школы — И. Е. Попов В. Д. Биберган, Л. А. Лядова, П. И. Горбунов.